# Řízení projektů
Jako řízení projektů nebo též projektové řízení, management projektů, projektový management nebo project management se označuje podobor managementu, který se zabývá řízením realizace projektů. Jde o proces, který koordinuje jednotlivé složky činností při této realizaci. Tento článek se zaměřuje především na projekty v užším slova smyslu, tedy projekty komerční. Přesto se některé formální techniky dají dobře použít i při realizaci soukromých projektů, jako je rozjezd vlastního podnikání, stavba domu, organizace svatby a podobně. Smyslem projektového řízení je co nejefektivněji dosáhnout požadovaného cíle, či změny, která je stanovena v rámci daného projektu.
Existuje mnoho různých obecných technik které pomáhají efektivně řešit různé konkrétní úkoly a potřeby při řízení projektů. Mimo to vzniklo více metodik, které používají mnohdy i stejné techniky, ale kladou důraz na různé aspekty projektového řízení a preferují různé přístupy. Obvykle jsou definovány tyto metodiky jako určité standardy a bývají zastupovány nějakou nadnárodní organizací, nebo sdružením národních organizací. Tyto organizace se starají o vývoj svých metodik a sdružují odborníky kteří se věnují projektovému řízení. Tyto zaštiťující organizace jednotlivé metodiky vyučují, zkouší a následně certifikují manažery pro řízení projektů podle svých metodik. Jako příklad lze uvést tři asi nejrozšířenější :
- IPMA,
- PRINCE2 a
- PMI.

## Vybrané techniky projektového řízení

### Síťová analýza
I přes řadu problémů, které má, je síťová analýza dnes nejvíce používanou metodou plánování projektu, je také nejvíce podporována běžnými komerčními plánovacími nástroji (software MS Project).
Síťová analýza předpokládá vytvoření jednoduchých sousledných závislostí mezi etapami a milníky, čímž vzniká tzv. síťový graf, ve kterém jsou zobrazeny souběžnosti a závislosti. Výsledný graf je závislý na zvoleném životním cyklu projektu. Pokud se v životním cyklu vyskytují smyčky, musí se určit počet iterací a do grafu se zaznamenají po sobě jdoucí aktivity, nikoliv smyčky, což je jednou z největších slabin síťové analýzy. V síťovém grafu, který reprezentuje etapy projektu, plyne čas zleva doprava. Na konci i na začátku je vždy právě jedna aktivita, mezi těmito aktivitami se dá nalézt kritická cesta.

#### Kritická cesta
Kritická cesta určuje nejdelší cestu v projektu od počátku do konce. Na činnosti, které se na ní nacházejí, je třeba si dávat pozor, protože jakékoliv nedodržení může zpomalit celý projekt. Po ukončení jednotlivých aktivit v jiném než stanoveném čase se síťový diagram projektu musí aktualizovat k stávající situaci, protože podmínky se změnily a kritická cesta se mohla přesunout na jiné uzly grafu, respektive aktivity, které tyto uzly představují.
V obecnosti, kritických cest může být víc a tvoří kritický (pod)graf. Pro činnosti mimo kritické cesty, resp. kritický podgraf, lze spočítat největší prodloužení. Při jeho dosažení se činnost a některé na ni navazující činnosti stávají taky kritickými.

#### Diagram aktivit

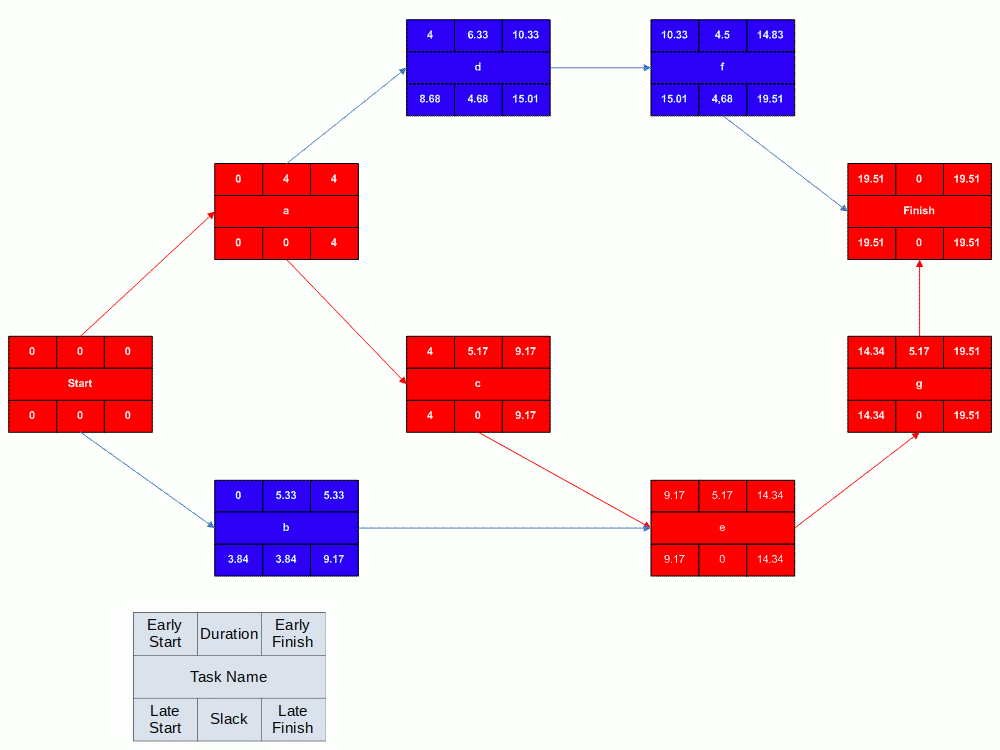
Kompletní síťový diagram vytvořený v Microsoft Visio. Kritická cesta je označena červeně.

Rozlišují se dva druhy síťových grafů, do kterých se aktivity zaznamenávají:
AOA (aktivity on arrow = aktivita na šipce) uzly znázorňují vazby mezi činnostmi, zatímco jednotlivé činnosti jsou znázorněny jako hrany grafu. Přechod mezi hranami má nulovou dobu trvání.
AON (aktivity on node = aktivita na uzlu) milníky mezi etapami projektu přestavují uzly, přechod mezi nimi je znázorněn šipkou s orientací ve směru přechodu. Tato varianta se vyskytuje méně.
Nad diagramem aktivit projektu se dají provádět techniky CPM a PERT. Někdy se používají jako synonyma, ale není to totéž.
V obou případech se rozlišují následující vztahy mezi úlohami:
Finish-to-start
- úloha B nemůže začít, dokud neskončí A
- A: naprogramuj modul, B: otestuj modul
- Nejpoužívanější varianta

Start-to-start
- úloha B nemůže začít, dokud nezačne A
- A: spusť MySQL server, B: připoj se jako klient

Finish-to-finish
- B nemůže skončit, dokud neskončí A
- A: uložení dokumentu, B: zavření aplikace

Start-to-finish
- B nemůže skončit, dokud nezačne A
- Téměř se nepoužívá

Dopředný průchod
Aktivity mají své označení, přitom musí být toto označení jedinečné, určuje se čas brzkého začátku (early start), brzkého konce (early finish), postupuje se zleva doprava a podle dob trvání (duration) úloh se spočítají časy na každé cestě.
Zpětný průchod
Při zpětném průchodu se postupuje zprava doleva a počítají se časy nejpozdějšího začátku (late start) a nejpozdějšího konce (late finish). V případě, že se nenacházíme na kritické cestě, může se ještě počítat volná doba (slack), která nezpomalí zpracovávaný projekt.

#### CPM
V tomto případě se délka trvání (duration) jednotlivých úloh odhadne.

#### PERT

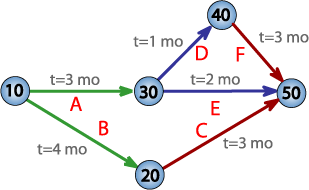
PERT síťový diagram pro sedmiměsíční projekt s pěti milníky (10 po 50) a šesti aktivitami (A po F).

Pert je analytická metoda, která zkoumá úlohy v projektu, používá se pro určení času, který je potřeba pro dokončení každé úlohy, dále se pomocí této metody pak zjišťuje minimální čas pro dokončení celého projektu.
Pert byl primárně vyvinut k lehčímu plánování a rozvrhování velkých projektů. Na rozdíl od CPM počítá s pravděpodobností pro úlohy. Stanovují se tři odhady optimistický, pesimistický a nejpravděpodobnější. Následně se počítá vážená doba trvání, dá se počítat i směrodatná odchylka. Tato metoda je přesnější, ale je o něco málo složitější.
Výpočet: očekávané doby
{\displaystyle d_{e}={\frac {a+4m+b}{6}}} 
{\displaystyle d_{e}} – očekávaná doba trvání etapy projektu
a – optimistický odhad, výskyt jednou z  20 případů
m – nejpravděpodobnější odhad, střední hodnota rozložení
b – pesimistický odhad, výskyt jednou z 20 případů
Výpočet: standardní odchylky
{\displaystyle s={\frac {b-a}{6}}} 
Cílem tohoto plánování je rozfázování projektů, stanovení milníků, určení doby trvání úloh, nalezení souběžností, závislostí mezi úlohami a nalezení kritické cesty. Největšími nevýhodami síťové analýzy jsou následující implicitní předpoklady:
- Nepředpokládají se cykly (např. dělníci postaví zeď křivě, tzn. je třeba zeď zbořit a postavit znovu, takže etapu opakovat, to se může stát několikrát)
- Předpokládá se, že se dá přesně stanovit délka trvání jednotlivých etap a není možno zohlednit náhodné procesy ovlivňující délku trvání dané etapy
- Předpokládá vždy pouze jeden počáteční a jeden koncový bod, což nemusí také vždy stačit

### Simulační analýza
Simulační analýza předpokládá, že jednotlivé etapy na sobě mohou záviset i volněji, nejen na době trvání jiných etap. Dále předpokládá, že u každé etapy je možno docílit náhodného „rozmazání“ nejen délky etapy, ale i dalších u etapy sledovaných veličin (náklady, počty užitých zdrojů atp.).
Poté se provede vícenásobná simulace běhu projektu (např. 100 běhů), přičemž každý běh simulace vydá jednu sadu sledovaných parametrů (např. doba skončení projektu, popř. data konkrétních milníků, ale i další sledované veličiny, náklady, potřeba pracovních sil atp., vždy podle potřeby projektu).
Takto získané parametry se pak sdruží do histogramů, z nichž může manažer projektu mnohem realističtěji než v případě síťové analýzy, zjistit rizika projektu. Je možno zkoumat lépe extrémy a zjistit za jakých okolností dojde k dosažení té které extrémní hodnoty – jaké okolnosti nastaly, že došlo k dosažení extrému.
Typickým příkladem může být problém simulace stavby – pokud se určitými náhodnými prodlouženími stavebního procesu dosáhne zimy, může být např. nutno odložit pokračování stavby do jara, čímž se takový stavební projekt dostává do zcela jiné situace. Síťová analýza naproti tomu není schopna identifikovat pravděpodobnost vzniku daných extrémních kritických cest ani určit jejich konkrétní důsledky.
Nevýhodou simulační analýzy je nedostatek dostupných komerčních nástrojů pro její realizaci, předpokládá obvykle komplexnější definici plánu projektu nežli v případě klasických nástrojů síťové analýzy. Proto se v běžné praxi používají především pro analýzu rizik a plánování rozsáhlejších projektů.

## Řízení projektů na dálku
V případě, že je projekt realizován týmem pracujícím vzdáleně, musí projektový manažer přizpůsobit techniku řízení danému projektu. Management projektů řízených na dálku klade zvláštní nároky na všechny členy projektového týmu s důrazem na následující faktory ovlivňující efektivní plánování a komunikaci.
Pravidelnost
Je doporučeno udržovat pravidelný kontakt s projektovým týmem prostřednictvím týmových a individuálních meetingů skrze online nástroje umožňující synchronní komunikaci, která usnadňuje předávání informací.
Srozumitelnost
Je doporučeno dbát na transparentní komunikaci napříč kanály, přičemž zvláštní důraz je kladen na jasnou formulaci zadání projektovému týmu. Srozumitelný kontext a jednoznačné odpovědi poskytované projektovým manažerem pomáhají předcházet nedorozuměním při vzájemném předávání informací.
Nástroje
Je doporučeno efektivně využívat rozšířené funkce a možnosti integrace nástrojů, které usnadňují komunikaci v rámci projektového týmu. Jedná se například o synchronizaci pracovních kalendářů a využívaní statusů k informování týmu o dostupnosti jednotlivých členů.
Plánování
Je doporučeno věnovat zvláštní pozornost plánování kapacit, ale také optimalizaci procesů v rámci projektového týmu. Důraz je kladen také na pevnou pracovní strukturu a denní (či týdenní) rozvrh práce na daném projektu.
Kompenzace
Je doporučeno kompenzovat zvýšenou míru online komunikace méně formálními aktivitami, které s řízením projektu přímo nesouvisí, ale mají pozitivní dopad na výkon týmu. V rámci této sociální interakce může projektový manažer snáze odhalit slabá slabá místa, posílit důvěru, podpořit firemní kulturu, zlepšit výkon a přispět tak k úspěchu daného projektu.